# Gassy Marin
Eugène Gaspard Marin dit Gassy Marin, né le 8 octobre 1883 à Watermael-Boitsfort et mort le 27 septembre 1969 à Whiteway (Grande-Bretagne) est un peintre décorateur, typographe, libertaire et espérantiste belge, pionnier du mouvement des communautés libertaires.
Devenu anthropologue en 1914, il voyage de 1928 à 1938 à travers le monde.
Il termine sa vie en Grande-Bretagne, dans la colonie tolstoïenne de Whiteway, près de Stroud.

## Biographie

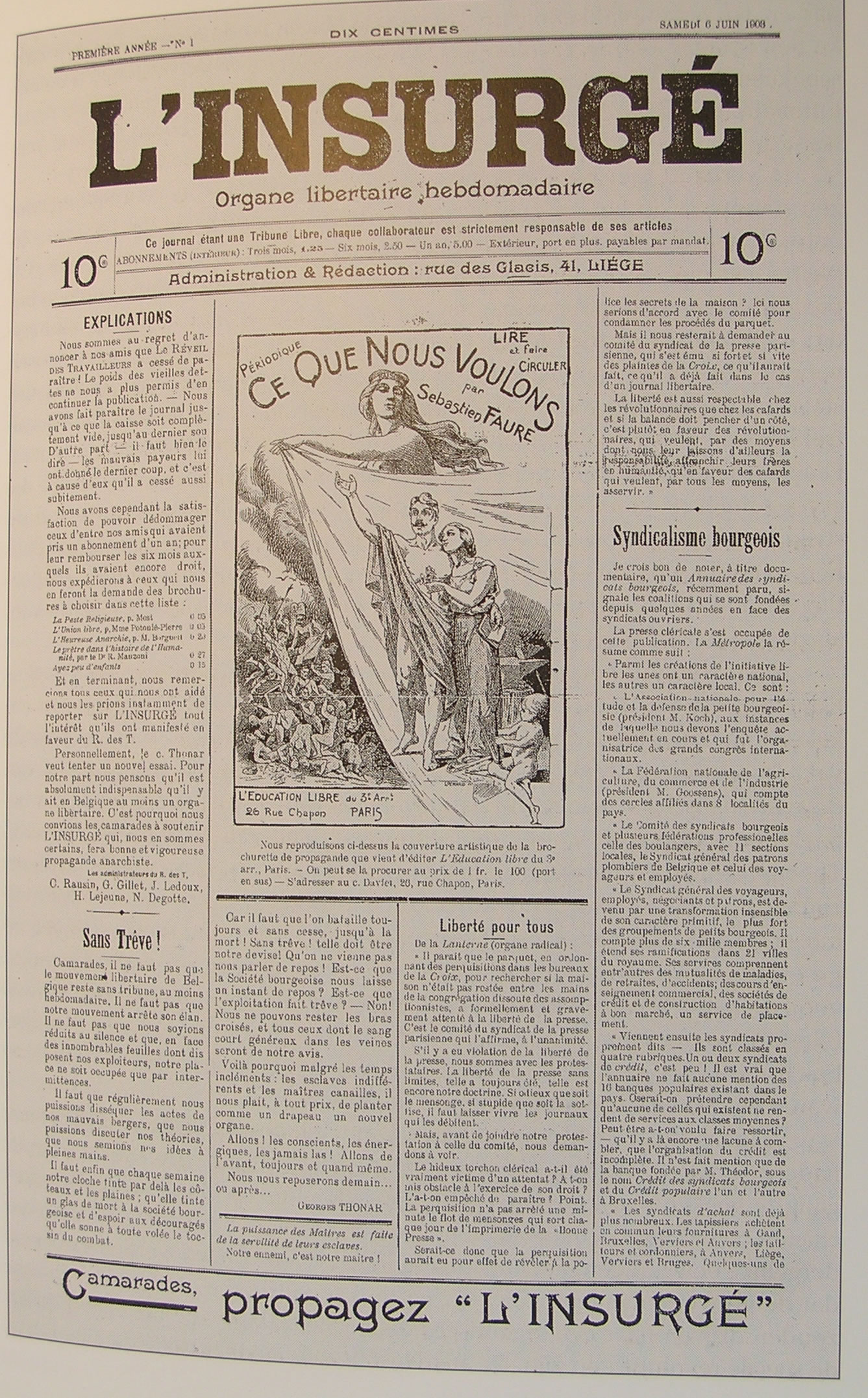
L’Insurgé, 6 juin 1903.

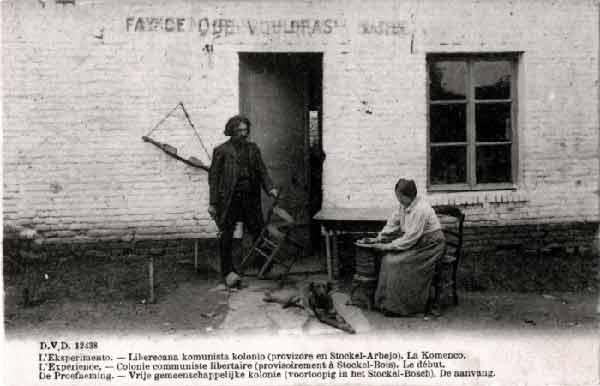
« Fais ce que voudras » à colonie libertaire L'Expérience.

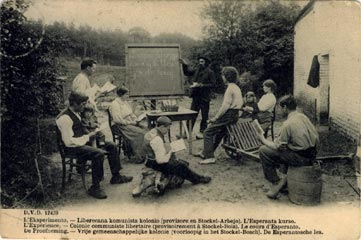
Un cours d'espéranto à L'Expérience.

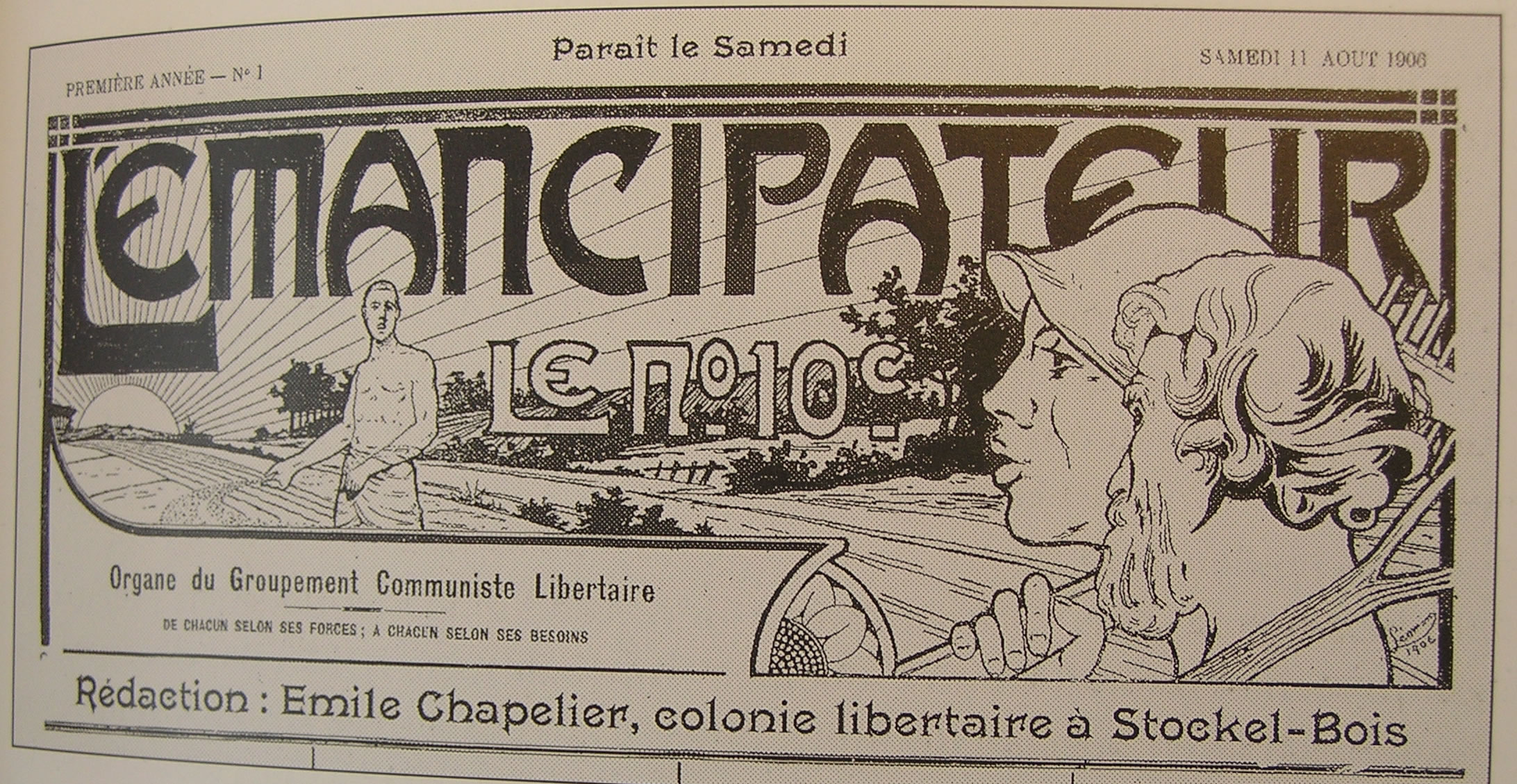
L’Émancipateur, « Organe du Groupement Communiste Libertaire », 11 août 1906.

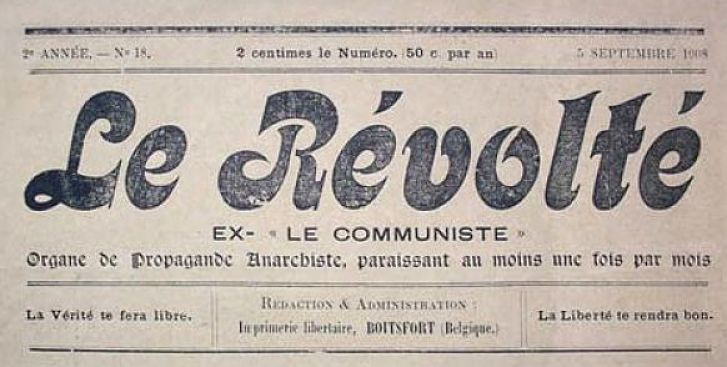
Le Révolté, Bruxelles, 1908.

Influencé par la lecture de Léon Tolstoï, Gassy Marin participe, dès septembre 1905, à la communauté libertaire L’Expérience fondée à Stockel-Bois par Émile Chapelier et sa compagne Valentine David. Il en devient le secrétaire et contribue à ses conférences et à ses publications : il est l’imprimeur-gérant des journaux publiés par la colonie.
Il écrit dans L’Insurgé puis dans L’Émancipateur, organes du Groupement communiste libertaire (GCL) auquel L’Expérience est affiliée.
Espérantiste militant, il rédige avec Émile Chapelier Les anarchistes et la langue internationale espéranto, dont le texte sert de rapport au Congrès anarchiste international d'Amsterdam en 1907.
En juin 1907, L’Expérience édite son propre journal, Le Communiste dont il est l’imprimeur-gérant. Il en poursuivit la publication après la dissolution de la communauté en février 1908.
Il rejoint alors le Groupe révolutionnaire de Bruxelles réunissant une nouvelle génération d’anarchistes de tendance individualiste et illégaliste - avec notamment Édouard Carouy, Jean De Boë, Rhillon, Victor Kibaltchiche (Victor Serge) et Raymond Callemin - qui publie, en août 1908, Le Révolté,.
À Bruxelles, en 1910, avec sa compagne Jeanne Martin, il suit des cours de sciences sociales à l’Université nouvelle et découvre l’anthropologie qu'il étudie jusqu’en 1914.
Insoumis, lors de la déclaration de guerre, il se réfugie avec sa compagne en Grande-Bretagne, où ils s’installent dans la colonie tolstoïenne de Whiteway (en), près de Stroud. Il en devient le secrétaire de 1914 à 1928 et y fonde une école active de 1920 à 1936.
De 1928 à 1938, il voyage à travers le monde. Aux côtés des habitants de Somalie, d'Inde, de Sumatra ou de Chine, il réalise un important travail d’observation anthropologique.

## Publications
- Xavier Vanandruel, Dirk Dumon, Gassy Marin, Tour du vieux monde d'un anarchiste espérantiste : 1928-1938, Artisans-Voyageurs, coll. Les Géonautes, 2017, présentation en ligne.
- (en) Avec Émile Chapelier, Anarchists and the international language esperanto ; with an appendix explaining the elements of the language, London, Freedom, 1908[7].